# Artem Dzyuba
Artem Sergeyevich Dzyuba (tiếng Nga: Артём Сергеевич Дзюба, IPA: [ɐrˈtʲɵm sʲɪrˈɡʲeɪvʲɪtɕ ˈdzʲʉbə], tiếng Ukraina: Артем Сергійович Дзюба, sinh ngày 22 tháng 8 năm 1988) là một cầu thủ bóng đá chuyên nghiệp người Nga thi đấu ở vị trí tiền đạo cho câu lạc bộ Lokomotiv Moskva.
Anh bắt đầu sự nghiệp tại Spartak Moskva, ra mắt vào năm 2006 và có 166 lần ra sân, ghi được 38 bàn thắng. Anh cũng có 2 lần được cho mượn tại Tom Tomsk và Rostov, giành Cúp Quốc gia Nga 2014–15 sau đó. Năm 2015, anh gia nhập Zenit. Anh là người giữ kỷ lục ghi nhiều bàn thắng nhất tại Giải bóng đá Ngoại hạng Nga với 148 bàn.
Dzyuba ra mắt đội tuyển quốc gia vào năm 2011. Anh là thành phần của tuyển Nga tham dự Euro 2016, World Cup 2018 và Euro 2020. Anh cũng là cầu thủ ghi nhiều bàn thắng nhất cho đội tuyển quốc gia nước này với 30 bàn thắng cùng với Aleksandr Kerzhakov.

## Sự nghiệp quốc tế
Ngày 11 tháng 5 năm 2021, Artem Dzyuba có tên trong danh sách sơ bộ 30 cầu thủ tham dự Euro 2020.

### Thống kê đội tuyển quốc gia
| Nga  | Nga  | Nga |
| Năm  | Trận | Bàn |
| ---- | ---- | --- |
| 2011 | 1    | 0   |
| 2012 | 1    | 0   |
| 2013 | 1    | 0   |
| 2014 | 5    | 2   |
| 2015 | 7    | 6   |
| 2016 | 7    | 3   |
| 2017 | 0    | 0   |
| 2018 | 10   | 4   |
| 2019 | 10   | 9   |
| 2020 | 5    | 2   |
| 2021 | 8    | 4   |
| Tổng | 55   | 30  |

### Bàn thắng quốc tế
Bàn thắng và kết quả của Nga được để trước.
| #   | Ngày                 | Địa điểm                                       | Đối thủ       | Bàn thắng | Kết quả        | Giải đấu                    |
| --- | -------------------- | ---------------------------------------------- | ------------- | --------- | -------------- | --------------------------- |
| 1.  | 8 tháng 9 năm 2014   | Arena Khimki, Khimki, Nga                      | Liechtenstein | 4–0       | 4–0            | Vòng loại Euro 2016         |
| 2.  | 12 tháng 10 năm 2014 | Otkrytiye Arena, Moscow, Nga                   | Moldova       | 1–0       | 1–1            | Vòng loại Euro 2016         |
| 3.  | 5 tháng 9 năm 2015   | Otkrytiye Arena, Moscow, Nga                   | Thụy Điển     | 1–0       | 1–0            | Vòng loại Euro 2016         |
| 4.  | 8 tháng 9 năm 2015   | Sân vận động Rheinpark, Vaduz, Liechtenstein   | Liechtenstein | 1–0       | 7–0            | Vòng loại Euro 2016         |
| 5.  | 8 tháng 9 năm 2015   | Sân vận động Rheinpark, Vaduz, Liechtenstein   | Liechtenstein | 3–0       | 7–0            | Vòng loại Euro 2016         |
| 6.  | 8 tháng 9 năm 2015   | Sân vận động Rheinpark, Vaduz, Liechtenstein   | Liechtenstein | 4–0       | 7–0            | Vòng loại Euro 2016         |
| 7.  | 8 tháng 9 năm 2015   | Sân vận động Rheinpark, Vaduz, Liechtenstein   | Liechtenstein | 7–0       | 7–0            | Vòng loại Euro 2016         |
| 8   | 9 tháng 10 năm 2015  | Sân vận động Zimbru, Chișinău, Moldova         | Moldova       | 2–0       | 2–1            | Vòng loại Euro 2016         |
| 9   | 5 tháng 6 năm 2016   | Sân vận động Louis II, Fontvieille, Monaco     | Serbia        | 1–0       | 1–1            | Giao hữu                    |
| 10  | 9 tháng 10 năm 2016  | Sân vận động Krasnodar, Krasnodar, Nga         | Costa Rica    | 2–3       | 3–4            | Giao hữu                    |
| 11. | 9 tháng 10 năm 2016  | Sân vận động Krasnodar, Krasnodar, Nga         | Costa Rica    | 3–3       | 3–4            | Giao hữu                    |
| 12. | 14 tháng 6 năm 2018  | Sân vận động Luzhniki, Moscow, Nga             | Ả Rập Xê Út   | 3–0       | 5–0            | World Cup 2018              |
| 13. | 19 tháng 6 năm 2018  | Sân vận động Krestovsky, Saint Petersburg, Nga | Ai Cập        | 3–0       | 3–1            | World Cup 2018              |
| 14. | 1 tháng 7 năm 2018   | Sân vận động Luzhniki, Moscow, Nga             | Tây Ban Nha   | 1–1       | 1–1 (4–3 pen.) | World Cup 2018              |
| 15. | 7 tháng 9 năm 2018   | Sân vận động Şenol Güneş, Trabzon, Thổ Nhĩ Kỳ  | Thổ Nhĩ Kỳ    | 2–1       | 2–1            | UEFA Nations League 2018–19 |
| 16. | 24 tháng 3 năm 2019  | Astana Arena, Astana, Kazakhstan               | Kazakhstan    | 3–0       | 4–0            | Vòng loại Euro 2020         |
| 17. | 8 tháng 6 năm 2019   | Mordovia Arena, Saransk, Nga                   | San Marino    | 2–0       | 9–0            | Vòng loại Euro 2020         |
| 18. | 8 tháng 6 năm 2019   | Mordovia Arena, Saransk, Nga                   | San Marino    | 5–0       | 9–0            | Vòng loại Euro 2020         |
| 19. | 8 tháng 6 năm 2019   | Mordovia Arena, Saransk, Nga                   | San Marino    | 6–0       | 9–0            | Vòng loại Euro 2020         |
| 20. | 8 tháng 6 năm 2019   | Mordovia Arena, Saransk, Nga                   | San Marino    | 9–0       | 9–0            | Vòng loại Euro 2020         |
| 21. | 6 tháng 9 năm 2019   | Hampden Park, Glasgow, Scotland                | Scotland      | 1–1       | 2–1            | Vòng loại Euro 2020         |
| 22  | 10 tháng 10 năm 2019 | Sân vận động Luzhniki, Moscow, Nga             | Scotland      | 1–0       | 4–0            | Vòng loại Euro 2020         |
| 23. | 10 tháng 10 năm 2019 | Sân vận động Luzhniki, Moscow, Nga             | Scotland      | 3–0       | 4–0            | Vòng loại Euro 2020         |
| 24. | 13 tháng 10 năm 2019 | Sân vận động GSP, Nicosia, Síp                 | Síp           | 3–0       | 5–0            | Vòng loại Euro 2020         |
| 25. | 3 tháng 9 năm 2020   | VTB Arena, Moscow, Nga                         | Serbia        | 1–0       | 3–1            | UEFA Nations League 2020–21 |
| 26. | 3 tháng 9 năm 2020   | VTB Arena, Moscow, Nga                         | Serbia        | 3–1       | 3–1            | UEFA Nations League 2020–21 |
| 27. | 24 tháng 3 năm 2021  | Sân vận động Quốc gia, Ta' Qali, Malta         | Malta         | 1–0       | 3–1            | Vòng loại World Cup 2022    |
| 28. | 27 tháng 3 năm 2021  | Sân vận động Olympic Fisht, Sochi, Nga         | Slovenia      | 1–0       | 2–1            | Vòng loại World Cup 2022    |
| 29. | 27 tháng 3 năm 2021  | Sân vận động Olympic Fisht, Sochi, Nga         | Slovenia      | 2–0       | 2–1            | Vòng loại World Cup 2022    |
| 30. | 22 tháng 6 năm 2021  | Sân vận động Parken, Copenhagen, Đan Mạch      | Đan Mạch      | 1–2       | 1–4            | Euro 2020                   |